# وزارة النقل (أمريكا الشمالية)
وزارة النقل (DOT) هي الاسم الأكثر شيوعًا لمؤسسة حكومية للنقل في كندا أو الولايات المتحدة الأمريكية. الأكبر هي وزارة النقل الأمريكية، التي تشرف على السفر بين الولايات وهي وكالة فيدرالية. جميع الولايات الأمريكية والمقاطعات الكندية والعديد من الوكالات المحلية لديها أيضًا منظمات متشابهة وتوفر التطبيق من خلال ضباط وزارة النقل داخل الولايات القضائية الخاصة بكل منهم.
يدعي بيان مهمة وزارة النقل أن «نظام نقل فعال وحديث» «لتحسين نوعية الحياة لجميع الأميركيين» هو هدفهم.

## قائمة الإدارات الولايات المتحدة ومنطقة الجزرية النقل
- دائرة النقل في ألاباما (ALDOT)
- دائرة النقل والمرافق العامة في ألاسكا (DOT & PF)
- دائرة النقل في أريزونا (ADOT)
- دائرة النقل في أركنساس (A R DOT)
- إدارة النقل بكاليفورنيا (كالترانس)
- دائرة النقل في كولورادو (CDOT)
- دائرة النقل في كونكتكت (كوندوت)
- دائرة النقل في ديلاوير (DelDOT)
- دائرة النقل في فلوريدا (FDOT)
- دائرة النقل في جورجيا (GDOT)
- دائرة النقل في هاواي (HDOT)
- دائرة النقل في ايداهو (ITD)
- دائرة النقل في إلينوي (IDOT)
- دائرة النقل في إنديانا (INDOT)
- دائرة النقل في ولاية ايوا (ولاية ايوا وزارة النقل)
- دائرة النقل في كانساس (KDOT)
- دائرة النقل في كنتاكي (KYTC)
- دائرة النقل والتنمية في لويزيانا (DOTD)
- دائرة النقل في مين (مينوت)
- دائرة النقل في ماريلاند (MDOT)
- دائرة النقل في ماساتشوستس (MassDOT)
- دائرة النقل في ميشيغان (MDOT)
- دائرة النقل في مينيسوتا (مليون / DOT)
- دائرة النقل في ولاية ميسيسيبي (MDOT)
- دائرة النقل في ميسوري (MoDOT)
- دائرة النقل في مونتانا (MDT)
- دائرة النقل في نبراسكا (NDOT)
- دائرة النقل في نيفادا وزارة النقل (NDOT)
- دائرة النقل في نيو هامبشاير (NHDOT)
- دائرة النقل في نيو جيرسي (NJDOT)
- دائرة النقل في نيو مكسيكو (NMDOT)
- نيويورك 
  - دائرة النقل في لولاية نيويورك (NYSDOT)
  - سلطة طريق ولاية نيويورك (NYSTA)
- دائرة النقل في ولاية كارولينا الشمالية (NCDOT)
- دائرة النقل في داكوتا الشمالية (NDDOT)
- دائرة النقل في أوهايو (ODOT)
- دائرة النقل في أوكلاهوما (ODOT)
- دائرة النقل في أوريغون (ODOT)
- دائرة النقل في بنسلفانيا (ولاية بنسلفانيا)
- إدارة النقل والأشغال العامة في بورتوريكو (DTOP)
- إدارة النقل في رود آيلاند (RIDOT)
- دائرة النقل في ساوث كارولينا (SCDOT)
- دائرة النقل في داكوتا الجنوبية (SDDOT)
- دائرة النقل في تينيسي (TDOT)
- إدارة النقل في تكساس (TxDOT)
- دائرة النقل في يوتا (UDOT)
- وكالة فيرمونت للنقل (VTrans)
- دائرة النقل في فرجينيا (VDOT)
- دائرة النقل في ولاية واشنطن (WSDOT)
- دائرة النقل في فرجينيا الغربية (WVDOT)
- دائرة النقل في ويسكونسن (WisDOT)
- دائرة النقل في وايومنغ (WYDOT)

## الإدارات المحلية للنقل
- دائرة النقل في مقاطعة كولومبيا
- إدارة النقل في لوس أنجلوس (LADOT)
- إدارة النقل بمدينة نيويورك (NYCDOT)
- إدارة النقل في شيكاغو (CDOT)
- إدارة النقل في ديترويت (D-DOT)
- إدارة النقل شارلوت (CDOT).

## إدارات المقاطعة الكندية للنقل
- النقل كندا   - وزارة النقل الوطنية الكندية
- إدارة ألبرتا للبنية التحتية والنقل
- كولومبيا كولومبيا وزارة النقل
- مانيتوبا البنية التحتية والنقل
- دائرة النقل (نيو برونزويك)
- نيوفاوندلاند ولابرادور وزارة النقل والأشغال
- نوفا سكوشيا دائرة النقل وتجديد البنية التحتية
- وزارة النقل (أونتاريو)
- جزيرة الأمير إدوارد قسم النقل والأشغال العامة
- وزارة النقل في كيبيك (MTQ)
- ساسكاتشوان دائرة الطرق السريعة والنقل